# Beersel
Beersel este o comună în provincia Brabantul Flamand, în Flandra, una dintre cele trei regiuni ale Belgiei. Comuna este limitrofă cu Regiunea Capitalei Bruxelles, fiind situată în partea de sud-vest a acesteia și este formată din localitățile Beersel, Alsemberg, Dworp, Huizingen și Lot. Suprafața totală este de 47,24 km². Comuna Beersel este situată în zona flamandă vorbitoare de limba neerlandeză a Belgiei. La 1 ianuarie 2008 comuna avea o populație totală de 23.587 locuitori. Minoritatea vorbitoare de limba franceză este reprezentată de 5 membri din 27 în consiliul local. 

## Localități componente
| Idx | Nume      | Suprafață (km²) | Populație (2002) | Harta |
| --- | --------- | --------------- | ---------------- | ----- |
| 1   | Beersel   | 6,3             | 5.444            |       |
| 2   | Lot       | 5,1             | 4.303            |       |
| 3   | Alsemberg | 6,2             | 5.377            |       |
| 4   | Dworp     | 9,6             | 5.319            |       |
| 5   | Huizingen | 2,8             | 2.988            |       |